# Nécropole nationale des Tiges
Pour un article plus général, voir Sites funéraires et mémoriels de la Première Guerre mondiale (Front Ouest).
La nécropole nationale des Tiges est un cimetière militaire français de la Première Guerre mondiale sur le territoire de la commune de Saint-Dié-des-Vosges dans le département des Vosges.

## Localisation
La nécropole nationale est érigée au sommet d'une colline dans le quartier des Tiges, faubourg de la ville de Saint-Dié. Elle se situe ainsi à proximité immédiate du massif du Kemberg et de la vallée du Taintroué dans laquelle se déroulèrent de durs combats durant les premiers mois de la Grande Guerre.

## Historique
La nécropole a été créée en 1920 et, pour la majeure partie des sépultures, rassemble les corps des soldats morts lors de la bataille de la Haute Meurthe notamment dans le secteur des Tiges en août-septembre 1914 ainsi que lors de la Bataille de la Chipotte et de La Fontenelle. De 1920 à 1924 y ont été regroupées des dépouilles de soldats exhumés de carrés militaires de cimetières communaux de Saint-Dié-des-Vosges, de Nompatelize, de La Salle et de Saint-Remy.
Elle est agrandie en 1924 pour y regrouper les corps exhumés des cimetières militaires communaux de Saint-Dié, de ses environs et de nombreux cimetières provisoires des cols vosgiens (col du Haut Jacques, col de la Culotte, bois de la Madeleine, col du Chariot, col d'Anozel, col du Donon, etc.). À ces regroupements s’ajoutent ceux du carré des fusillés (les dépouilles de fusillés sont à présent dans l’un des deux ossuaires), en provenance de : Saint-Dié,  Vanémont, Gérardmer, Les Rouges-Eaux, Anould.
Pour rendre hommage aux morts, l’Union nationale des combattants y édifie en 1927 le monument aux morts, orné d’un bas-relief à la mémoire du 99e régiment d'infanterie offert par la ville de Lyon. Le monument aux Chasseurs alpins y est élevé faisant mémoire à ces troupes de montagne .
L'exceptionnalité du lieu est avant tout immatérielle : la nécropole des Tiges témoigne de tous les rites funéraires déployés tant à l’égard des morts de guerre que des victimes militaires de guerre et de leur destin post mortem.
Ainsi il est à mentionner la tombe du sergent-major Georges-Albert Haffa (1884-1914), du 23e régiment d’infanterie qui a préféré se donner la mort en prison plutôt que d’être fusillé. Son bataillon étant décimé, il avait erré avec d’autres soldats. Arrêté le 23 septembre 1914 pour « abandon de poste en présence de l’ennemi », il est condamné à être fusillé le 12 octobre. Primitivement enterré dans une nécropole de la rive droite de la Meurthe, il est inhumé en 1928 dans celle des Tiges. Sa tombe porte la mention « Mort pour la France ».
Se trouve également dans la nécropole une autre tombe de fusillé pour l'exemple, portant, elle aussi, la mention « Mort pour la France » ; en l'occurrence celle de Jules Frédéric Poignant (1872-1917) appartenant au 43e régiment d'infanterie territoriale, passé par les armes le 20 août 1917 pour « abandon de poste en présence de l’ennemi ». Ce soldat fusillé pour désertion fut d’abord inhumé le 20 août 1917 dans le cimetière communal (rive droite) de Saint-Dié.
Les restes des autres fusillés aujourd’hui inhumés en ossuaire proviennent des fosses communes relevées après la guerre.
Le cimetière abrite par ailleurs les restes d'un soldat alsacien tombé sous l'uniforme allemand tandis que parmi les Chasseurs repose un soldat malgache.
La nécropole des Tiges a été rénovée en 1972.
Des commémorations s’y déroulent régulièrement en présence des autorités locales.
Le site est inscrit sur la liste du  Patrimoine mondial de l'humanité établie par l'Unesco au titre de son appartenance au réseau des 139 sites funéraires et mémoriel de la Première Guerre mondiale (front ouest).

## Caractéristiques
Cette nécropole répond aux principes architecturaux des nécropoles créées par la loi du 31 juillet 1920.
- Superficie : 9 258 m2
- Nombre de sépultures : 2 608 corps dont 1182 en deux ossuaires et 1426 en tombe individuelle [1].

## Monuments commémoratifs
- Un obélisque en grès rose des Vosges se dresse au centre du cimetière, au milieu des croix.
- Un second monument aux morts 1914-1918 énumère les régiments engagés.
- Une stèle en pierre du Mont Blanc commémore les morts des 11e et 51e BCA tombés à St-Dié en août 1914.
- Un bas-relief sculpté par le lyonnais Jean-Louis Chorel et représentant un soldat tué, rappelle la mémoire du 99e RI constitué de soldats originaires de la région de Lyon.

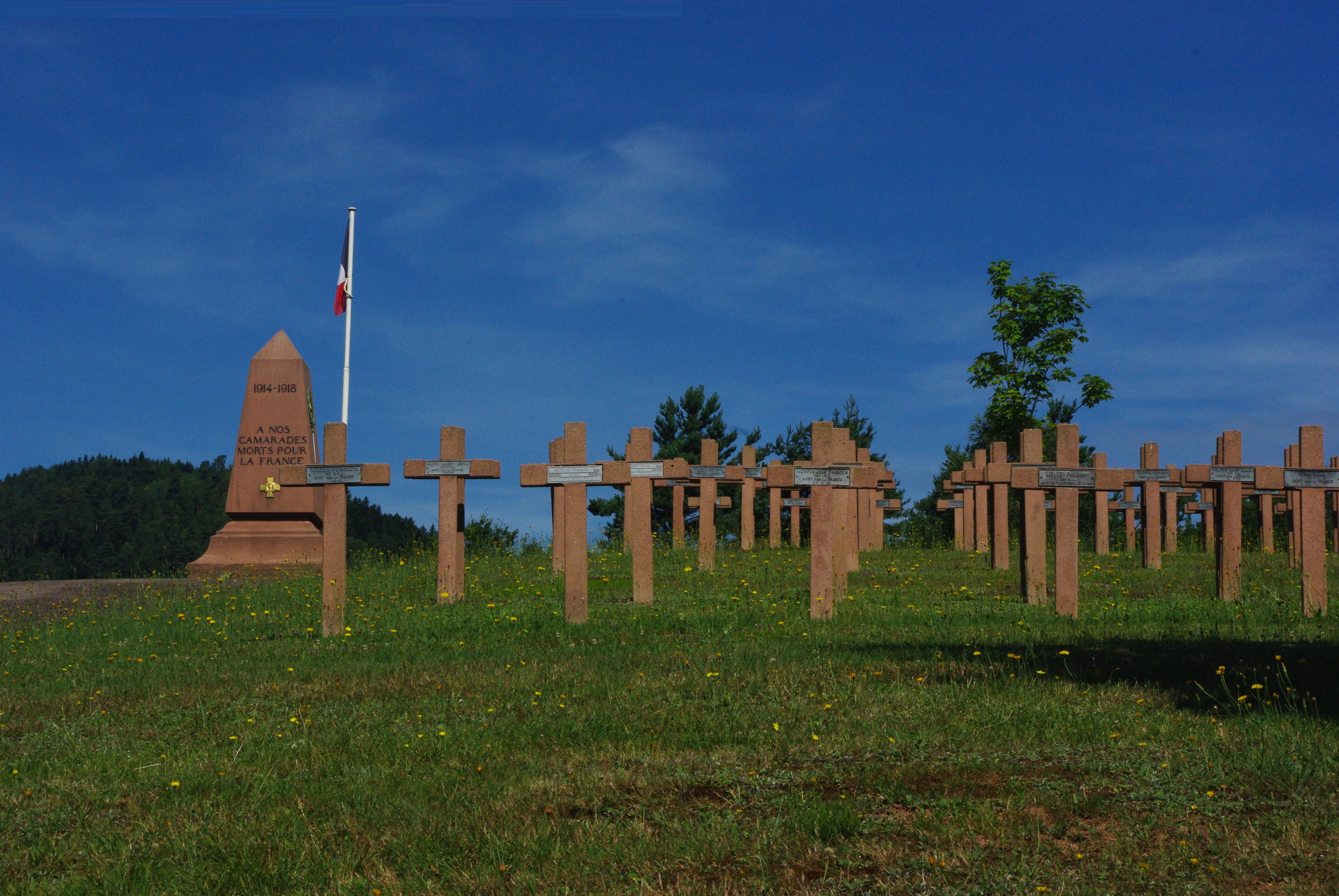
L'alignement des croix.
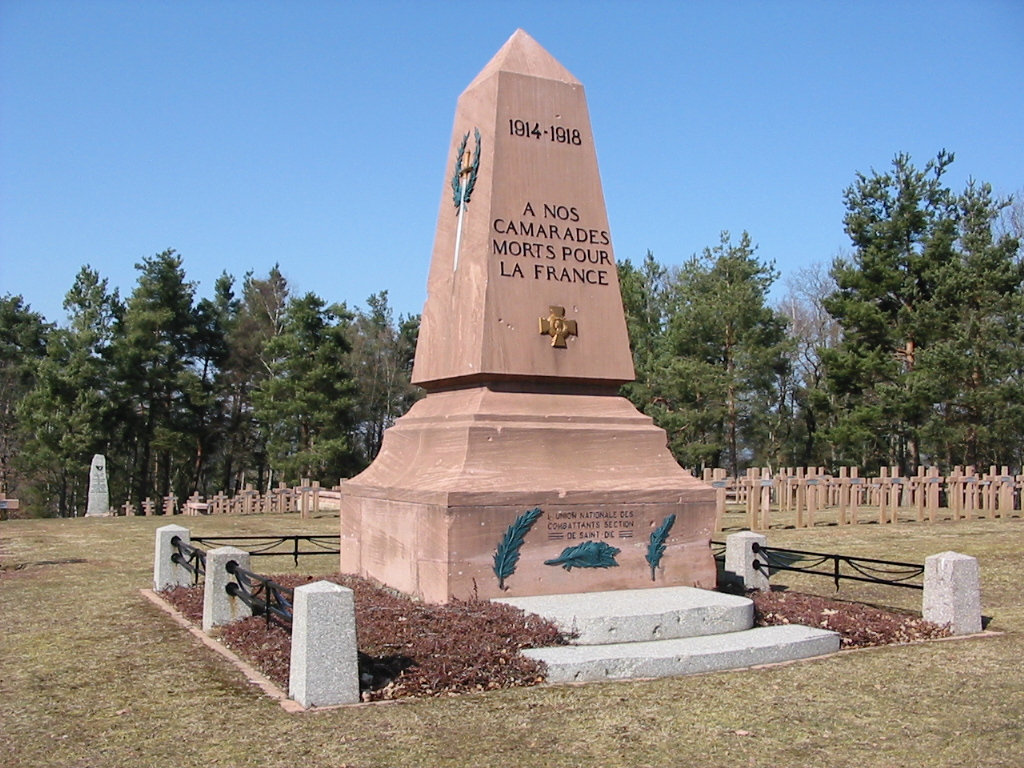
L'obélisque de grès rose.
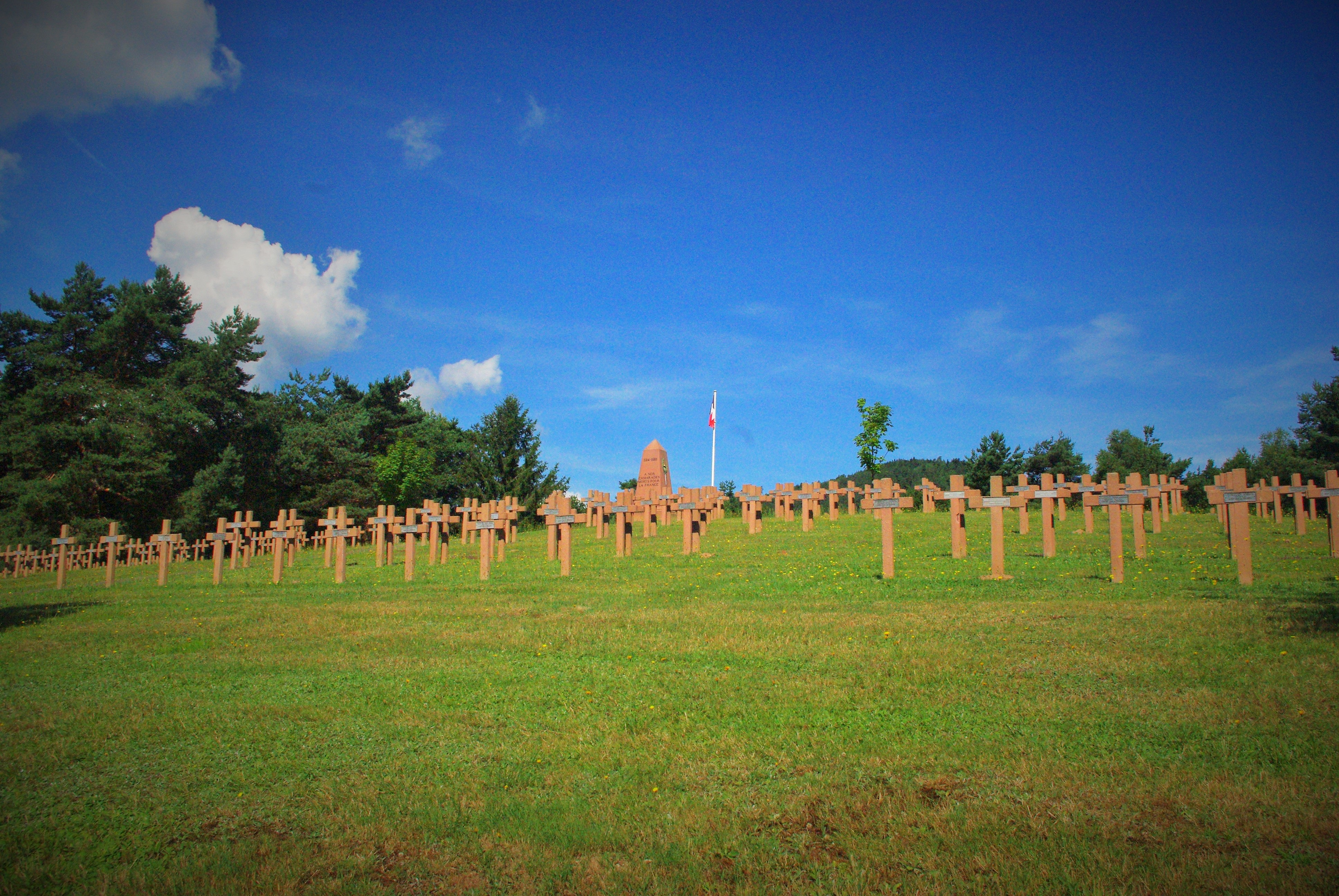
Vue générale.